# Adeline Boutain
Adeline Boutain (Machecoul, 11 de abril de 1862 - Saint-Gilles-Croix-de-Vie, 13 de fevereiro de 1946) foi uma fotógrafa e editora francesa de cartões postais.
As suas fotografias, difundidas sobretudo através de postais, testemunham a história de Saint-Gilles-Croix-de-Vie e da região, desde o fim do século XIX ao início do século XX.

## Biografia
Boutain nasceu em Machecoul. Ela estava interessada em assuntos relacionados com o seu país, como paisagens urbanas, marinhas, fotografia de rua, edifícios, locais de interesse e eventos religiosos ou seculares.
Criou mais de 400 imagens, entre fotografias e postais.

## Galeria

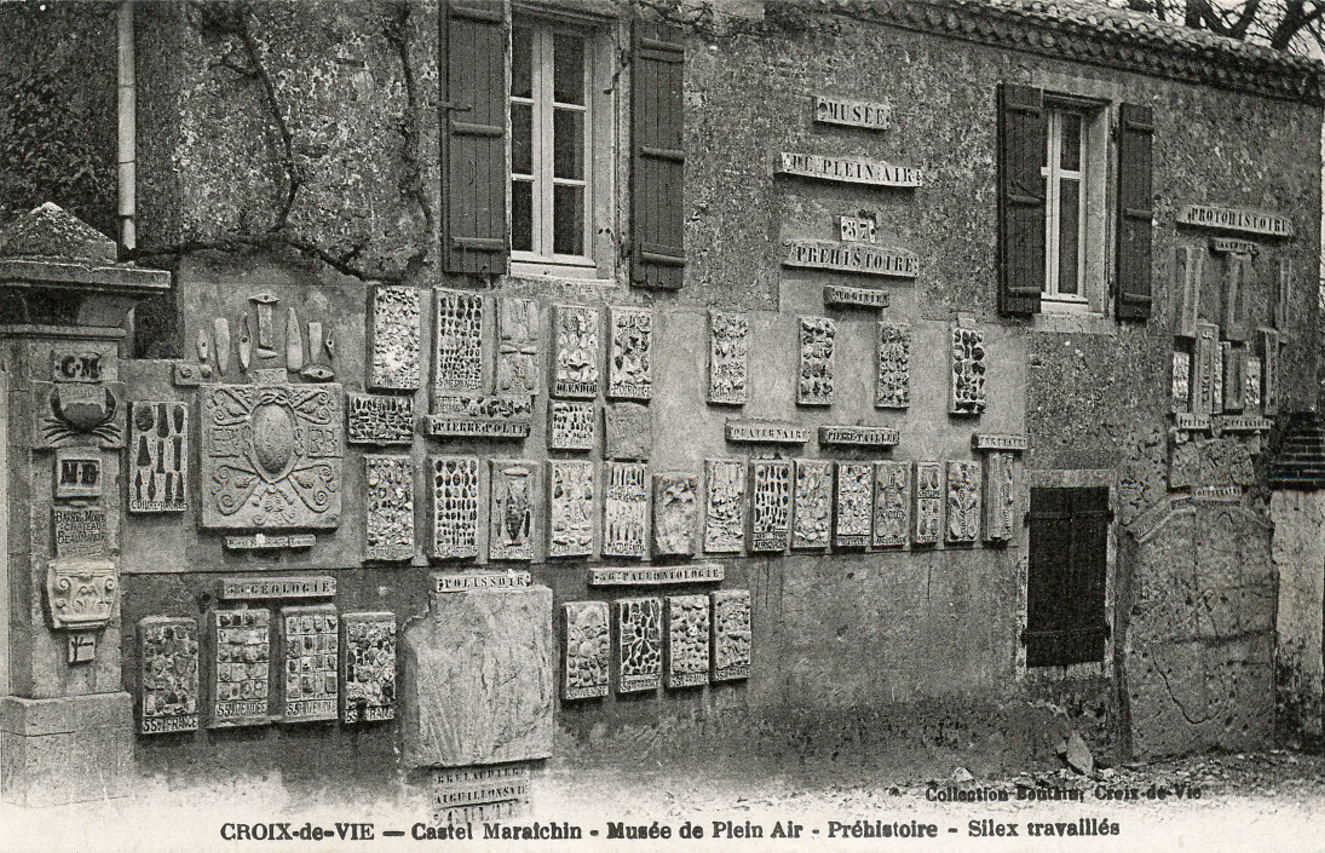
CPA Boutain Castel Maraichin musée plein air
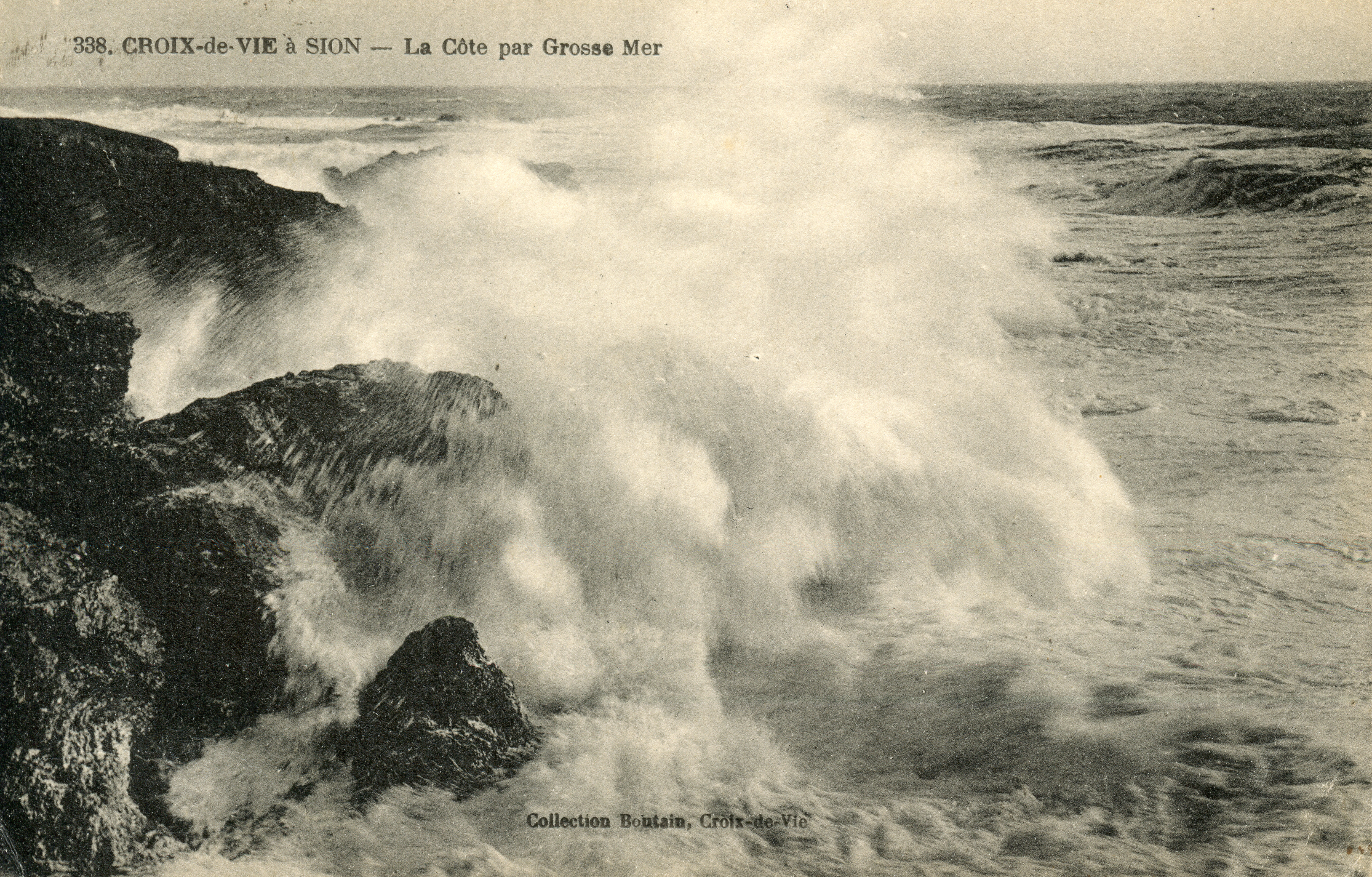
CPA Boutain Sion grosse Mer
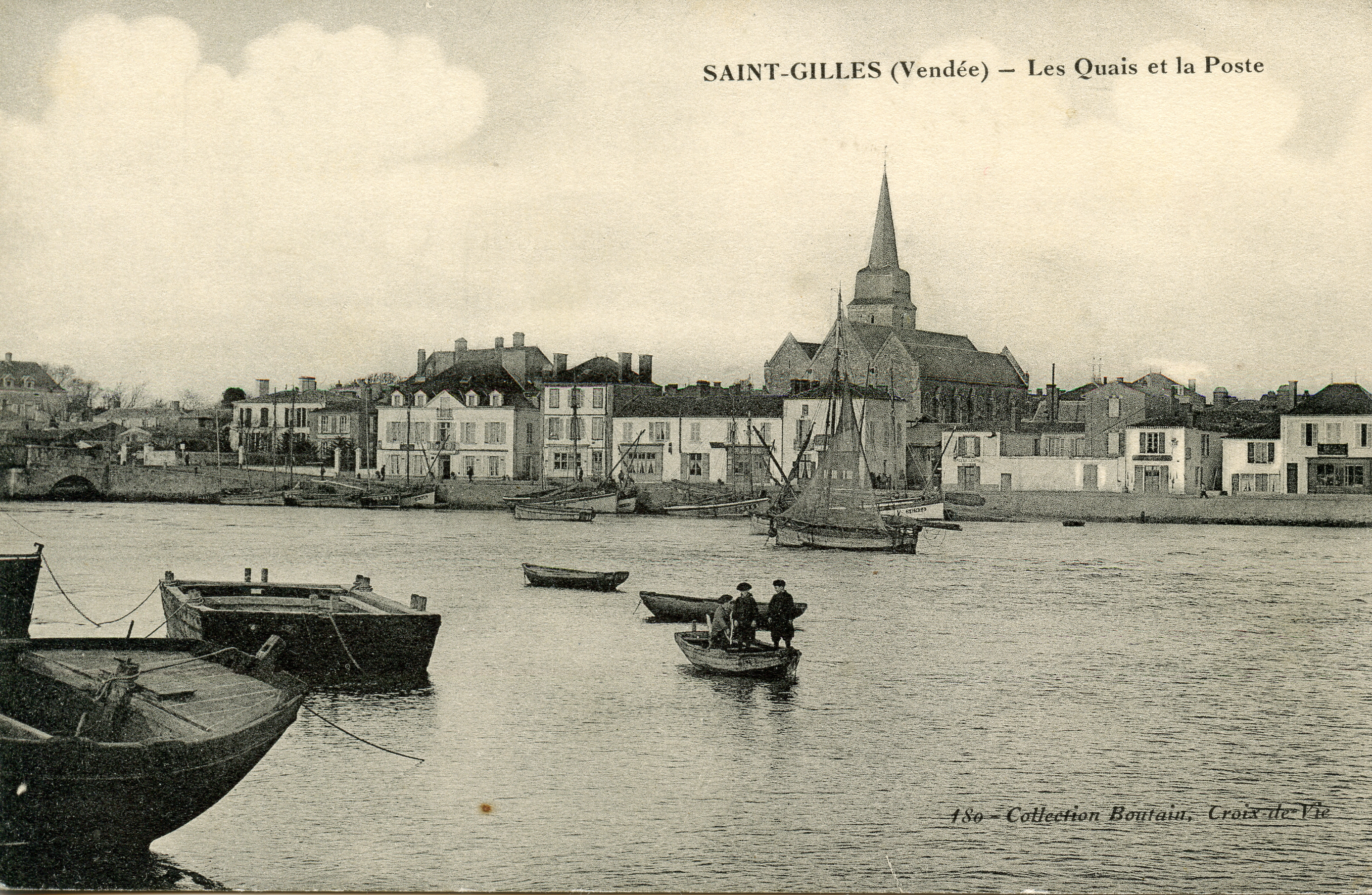
CPA Boutain StGilles Quai
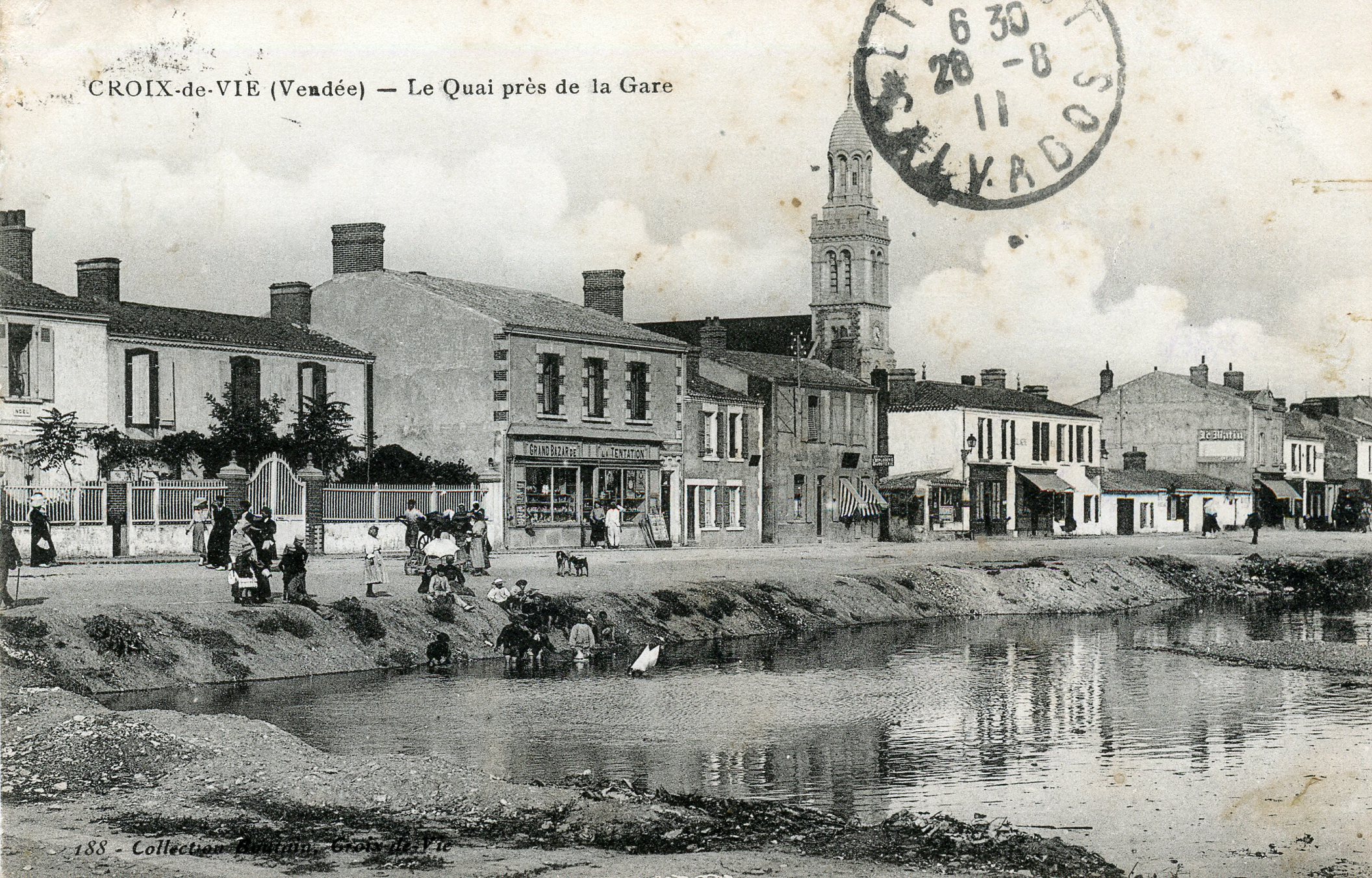
CPA Boutain CroixVie ville